# Sweatcoin

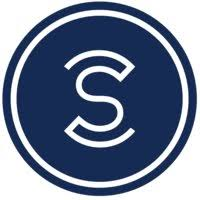
Logo de Sweatcoin

Sweatcoin és una aplicació gratuïta que converteix el recompte de passos en monedes virtuals. Està desenvolupada per la companyia SweatCo LTD, una empresa fundada per Oleg Fomenko, Anton Derlyatka, Danil Perushev i Egor Khmelev l'any 2014. L'aplicació permet als usuaris comptabilitzar els seus passos diàriament, i com a recompensa per cada passa comptabilitzada ofereix tokens de monedes virtuals i productes de marques patrocinades en l'app. La moneda virtual de Sweatcoin no és considerada una criptomoneda com a tal, i a més no permet els intercanvis de la mateixa manera que les criptomonedes, com són Bitcoin o Ethereum. L'aplicació està únicament disponible a App Store i Google Play. Actualment, la companyia SweatCo LTD té la seu a Londres

## Història
L'aplicació Sweatcoin va ser desenvolupada el 31 de gener de 2015, principalment per Oleg Fomenko i amb una inversió de més de 700.000 euros per desenvolupar-la, juntament amb els seus co-fundadors Anton Derlyatka, Danil Perushev i Egor Khmelev, empresaris russos que resideixen a Anglaterra. L'aplicació permet comptabilitzar els passos de l'usuari diàriament, acumulant tokens que poden ser utilitzats per a la compra de productes oferts dins la pròpia aplicació. Compta amb 300 socis que ofereixen regularment els productes que exposen en l'Aplicació mòbil. L'any 2018 la companyia va enfortir el seu capital social amb una ronda de finançament de 5,7 milions d'euros, per tal d'accelerar l'expansió de Sweatcoin. La ronda va ser liderada per Goodwater Capital juntament amb els inversors Seedcamp, Silicon Valley i Europa. Actualment, Sweatcoin ha obtingut un total de 6.3 milions d'euros a través de tres rondes de finançament; l'últim finançament va ser recaptat el 25 de gener de 2019. Compta amb un total d'11 inversors: De luxe i Justin Kan són els inversors més recents.
Segons Oleg Fomenko, en principi l'aplicació ha estat desenvolupada amb la intenció de motivar a les persones a realitzar exercici físic a canvi d'un incentiu o recompensa.
Sweatcoin va ser llançada oficialment l'11 de maig de 2016, inicialment per iOS, i des del 3 d'abril de 2017 per Android.

## Característiques i funcionament
Sweatcoin és una aplicació que t'ofereix recompenses per fer exercici. Els usuaris poden utilitzar els seus tokens, unes monedes virtuals anomenades sweatcoins, per tal de comprar serveis i articles vinculats a la indústria de l'esport. Actualment, l'aplicació permet convertir les monedes virtuals en efectiu de PayPal.
L'aplicació utilitza el sistema GPS per rastrejar el moviment i verificar els passos realitzats en espais exteriors. En canvi, els passos en espais interiors no són comptabilitzats. Per determinar la velocitat i la constància del moviment utilitza un algorisme que verifica les lectures del telèfon mòbil. L'algorisme de Sweatcoin, generalment verifica el 65 % dels passos totals de l'usuari, però factors com: utilitzar funda protectora en el mòbil, caminar amb nens o utilitzar l'aplicació amb la Wi-Fi pública, poden reduir la quantitat de passos.
Com ja s'ha mencionat, els passos registrats es converteixen en tokens, monedes sweatcoins. Concretament, per cada 1.000 passos verificats a l'aire lliure l'aplicació ofereix 0,95 tokens a l'usuari, la conversió es realitza automàticament en superar els 2.000 passos.
Sweatcoin és una aplicació gratuïta que guanya diners a través dels seus socis, que paguen perquè la seva marca aparegui en la secció de botiga de l'aplicació, on els usuaris poden comprar els seus productes o serveis amb les seves monedes virtuals sweatcoin. Aquests regals poder ser des de revistes saludables, descàrregues de música, begudes energètiques, digitals, sabates per córrer, productes electrònics i moltes més coses.

## Disponibilitat
Avui dia Sweatcoin només opera als següents països:
- Europa: Espanya, Regne Unit, Irlanda, Països Baixos, Sèrbia, Eslovàquia, Eslovènia, Itàlia, Xipre, República Txeca, Estònia, França, Grècia, Hongria, Islàndia, Letònia, Lituània, Malta, Portugal, Suïssa, Suècia, Dinamarca, Finlàndia, Noruega, Bèlgica, Luxemburg, Alemanya, Àustria, Romania, Polònia, Bulgària, Croàcia
- Amèrica: Canadà, Perú
- Austràlia i Oceania: Austràlia, Nova Zelanda
- Orient Pròxim: Unió dels Emirats Àrabs, Aràbia Saudita, Israel, Oman, Kuwait, Qatar, Bahrain
- Àfrica: Sud-àfrica
- Àsia: Brunei, Hong Kong, Filipines, Singapur, Taiwan, Vietnam